# Рут Вестхајмер
Рут Вестхајмер (енгл. Ruth Westheimer; Карлштат, 4. јун 1928 — Њујорк, 12. јул 2024) била је немачко—америчка секс терапеуткиња, медијска личност, списатељица, радио водитељка. Такође је преживела Холокауст. Њена медијска каријера почела је 1980. године радио емисијом Sexually Speaking, која је трајала до 1990. Такође је била домаћин најмање пет телевизијских емисија од 1984. до 1993. и ауторка 45 књига о сексу и сексуалности.

## Детињство и младост
Вестхајмер је рођена као Карол Сигел 4. јуна 1928. године у Карлштату, у Немачкој, као једино дете ортодоксних Јевреја, Ирме (рођена Ханауер) и Јулиуса Сигела, који је био велетрговац и син породице за коју је Ирма радила. Отац јој је рано наметнуо јудаизам, и редовно ју је водио у синагогу у франкфуртском округу Норденд, где су живели. У јануару 1939. године мајка и бака послале су је у сиротиште јеврејске добротворне организације у месту Хајден у Швајцарској. Њен рани живот током холокауста обележио је њен боравак у Швајцарској. Њеног оца нацисти су отели недељу дана након Кристалне ноћи, 1938. Њена мајка и бака одлучиле су да је Немачка преопасна због напетости и нацистичког насиља, па су је послали помоћу „Киндер Транспорт“-а, којим су јеврејска деца превожена  у Швајцарску. Она је са 11 година послата у сиротиште у Швајцарској, а млађој деци је преузела улогу неговатељице. Није јој било дозвољено да учи па се служила уџбеницима дечака из сиротишта.
Док је била у сиротишту, дописивала се са мајком и баком. Кад су писма престала 1941, она је знала да више неће чути ништа од њих. Отац јој је убијен у концентрационом логору Аушвиц 1942. године. Њена мајка је убијена током холокауста, али не постоје конкретне информације о њеној смрти, нити о томе како и када је умрла. У бази података у Светском центру за сећање на холокауст њена мајка категорисана је као нестала.
Одлучила је да емигрира у Палестину под контролом Британије. Тамо је са 17 година "први пут имала сексуалне односе у звезданој ноћи, у сену, без контрацепције." Касније је за Њујорк Тајмс рекла:  "нисам задовољна због тога, али сада знам много боље, као и сви који слушају мој радио програм."  Вестхајмерова се придружила Хагани у Јерусалиму. Због њене висине од 1,40 м, тренирала је као извиђач и снајпериста. О овом искуства је рекла: "Никада нисам никога убила, али знам како да бацам ручне бомбе и пуцам." Године 1948, била је тешко рањена у акцији током палестинског рата 1947-1949, и прошло је неколико месеци пре него што је поново могла ходати.
Године 1950. се преселила у Француску, где је студирала и потом предавала психологију на Универзитету у Паризу. Године 1956. емигрирала је у Сједињене Државе, настанивши се на Менхетну. Касније је стекла звање магистарски социологије (1959. године), а докторирала је на Универзитету Колумбија 1970. године.

## Каријера
Медијска каријера др Рут започела је 1980. када је у Њујорку водила радио емисију "Sexually Speaking" (Сексуално говорећи). Ову прилику добила је након предавања њујоршким емитерима о потреби сексуалног образовања како би се жене лакше носиле са проблемима контрацепције и нежељених трудноћа. Бети Елам, менаџерка за односе са заједницом на телевизији где је Рут радила, била је импресионирана разговорима са њом и понудила је 25 долара седмично да направе емисију, која је почела као 15-минутна емисија емитујући се сваке недеље у поноћ. До 1983. године њена емисија била је најбоље оцењена радио емисија у том подручју, а 1984. године Ен-Би-Си Радио почео је да је емитује у целој земљи као емисију Dr. Ruth Show. Продуцирала је своју радио емисију до 1990. године. Она је помогла у револуционарном разговору о сексу и сексуалности на радију и телевизији, а била је примећена јер је имала "акцент који би само психолог могао да воли". Постала је позната по томе што је била отворена и духовита.
Током 1980-их „Др Рут“ постала је јако популарна и гостовала је у неколико телевизијских емисија.
Између 2001. и 2007. је радила ТВ емисије за децу.
У јануару 2009. године, на листи објављеној поводом 55. годишњице часописа Плејбој, Вестхајмерова је била на 13. месту међу 55 најважнијих особа из области сексуалног образовања у последњих 55 година.
Вестхајмерова је била и етнографкиња. Њене студије на овом пољу укључују етиопске Јевреје, острвце Тробријанда на Папуи Новој Гвинеји и Друзу, секту која потиче из шиитског ислама која сада живи у Израелу, Сирији и Либан. Потоњи су били предмет њеног документарног филма за ПБС из 2007. године.
Документарни филм о њеном животу, Питајте др Рут, премијерно је приказан 3. маја 2019.https://www.wikidata.org/wiki/Special:EntityPage/Q77688
Поред документарца који је о њој снимљен 2019. године, недавно је објавила и своју 45. књигу.

## Приватни живот
Била је у браку три пута. Рекла је да је сваки њен брак имао важну улогу у њеним саветима о љубавним везама, али након два развода, схватила је да је трећи брак "прави брак", када се удала за Манфреда 'Фреда' Вестхајмера. Њихов брак је трајао до 1997. када је он умро. Она има двоје деце и четворо унучади.
Живела је близу две синагоге јер је била врло активна у јеврејској заједници.